# Crăsanii de Sus
Crăsanii de Sus – wieś w Rumunii, w okręgu Jałomica, w gminie Balaciu. W 2011 roku liczyła 98 mieszkańców.